# 100 dni po maturze
100 dni po maturze – drugi minialbum polskiego rapera Maty. Wydawnictwo zostało opublikowane 17 stycznia 2022 roku, lecz zostało wcześniej dołączone jako dodatek do preorderu albumu Młody Matczak z 2021 roku. Minialbum ukazał się nakładem wytwórni SBM Label.

## Lista utworów
| Nr | Tytuł                     | Długość |
| -- | ------------------------- | ------- |
| 1  | 100 dni do matury (outro) | 3:13    |
| 2  | Pele                      | 2:19    |
| 3  | Kontrakt                  | 3:04    |
| 4  | Diss na prof. *****       | 2:15    |
| 5  | ?                         | 3:21    |